# 荒川文夫
荒川 文夫（あらかわ ふみお、1940年1月1日 -  ）は、現在の佐賀県武雄市出身で二所ノ関部屋に所属した元大相撲力士。本名同じ。176cm、94kg。最高位は東十両8枚目。得意技は左四つ、寄り。

## 経歴
1956年5月場所初土俵、1964年3月場所十両昇進。しかし十両中位の壁を破れず、1966年9月場所を以て廃業した。
2024年8月20日に放送された『開運!なんでも鑑定団』（テレ東）のコーナー「出張!なんでも鑑定団」（岡山県矢掛町）に、依頼人の大伯父（依頼人の祖母が荒川の妹）として観客席で出演。それによると引退後は佐賀でちゃんこ鍋料理店を2014年頃に畳むまで経営していたという。その際、同期で後に横綱となった大鵬とは仲が良く、荒川の引退の時に大鵬から餞別として贈られた、大鵬が大関時代に使っていた化粧廻しの一つが出品された。尚、この化粧廻しは前述のちゃんこ鍋料理店の方に閉店するまで飾られており、泉高志による鑑定結果としては150万円の値が付いている。

## 主な成績
- 通算成績：264勝250敗16休 勝率.514
- 十両成績：80勝96敗4休 勝率.455
- 現役在位：60場所
- 十両在位：12場所

## 場所別成績
| | 一月場所 初場所（東京） | 三月場所 春場所（大阪） | 五月場所 夏場所（東京） | 七月場所 名古屋場所（愛知） | 九月場所 秋場所（東京） | 十一月場所 九州場所（福岡） |
| --- | ----------------------- | ----------------------- | ----------------------- | --------------------------- | ----------------------- | --------------------------- |
| 1956年 （昭和31年） | x                       | x                       | （前相撲）              | x                           | 東序ノ口17枚目 6–2      | x                           |
| 1957年 （昭和32年） | 西序二段70枚目 4–4      | 東序二段61枚目 4–4      | 東序二段40枚目 5–3      | x                           | 東序二段2枚目 4–4       | 東序二段筆頭 6–2            |
| 1958年 （昭和33年） | 東三段目76枚目 5–3      | 東三段目59枚目 6–2      | 西三段目36枚目 5–3      | 西三段目19枚目 5–3          | 西三段目8枚目 5–3       | 西幕下81枚目 5–3            |
| 1959年 （昭和34年） | 東幕下69枚目 5–3        | 東幕下60枚目 6–2        | 東幕下44枚目 4–4        | 東幕下42枚目 3–5            | 東幕下50枚目 4–4        | 西幕下46枚目 5–3            |
| 1960年 （昭和35年） | 西幕下38枚目 2–6        | 西幕下45枚目 4–4        | 東幕下43枚目 3–5        | 西幕下48枚目 4–3            | 西幕下41枚目 4–3        | 西幕下33枚目 4–3            |
| 1961年 （昭和36年） | 西幕下30枚目 4–3        | 西幕下24枚目 4–3        | 東幕下17枚目 4–3        | 西幕下12枚目 2–5            | 西幕下23枚目 3–4        | 東幕下29枚目 4–3            |
| 1962年 （昭和37年） | 東幕下25枚目 3–4        | 東幕下27枚目 4–3        | 東幕下24枚目 5–2        | 西幕下12枚目 3–4            | 西幕下13枚目 4–3        | 東幕下8枚目 2–5             |
| 1963年 （昭和38年） | 西幕下18枚目 3–4        | 東幕下20枚目 5–2        | 東幕下13枚目 3–4        | 東幕下14枚目 4–3            | 東幕下11枚目 3–4        | 東幕下15枚目 5–2            |
| 1964年 （昭和39年） | 西幕下3枚目 6–1         | 西十両16枚目 9–6        | 東十両11枚目 6–9        | 西十両15枚目 8–7            | 西十両12枚目 7–8        | 西十両13枚目 8–7            |
| 1965年 （昭和40年） | 東十両11枚目 6–9        | 西十両15枚目 9–6        | 東十両8枚目 6–9         | 東十両11枚目 7–8            | 西十両14枚目 8–7        | 東十両11枚目 6–9            |
| 1966年 （昭和41年） | 西十両14枚目 0–11–4     | 東幕下10枚目 3–4        | 東幕下13枚目 2–5        | 東幕下24枚目 休場 0–0–7     | 西幕下66枚目 引退 0–2–5 | x                           |
| 各欄の数字は、「勝ち-負け-休場」を示す。 優勝 引退 休場 十両 幕下 三賞：敢=敢闘賞、殊=殊勲賞、技=技能賞 その他：★=金星 番付階級：幕内 - 十両 - 幕下 - 三段目 - 序二段 - 序ノ口 幕内序列：横綱 - 大関 - 関脇 - 小結 - 前頭（「#数字」は各位内の序列） |                         |                         |                         |                             |                         |                             |

## 改名歴
- 荒川 文夫（あらかわ ふみお） 1956年5月場所 - 1966年9月場所